# Forbandelsen (film fra 2012)
 For alternative betydninger, se Forbandelsen. (Se også artikler, som begynder med Forbandelsen)
Forbandelsen er en dansk børnefilm fra 2012 instrueret af Mariella Harpelunde Jensen efter eget manuskript.

## Handling
Der hviler en forbandelse over Johanna og hendes far, som bor sammen i et lille hus i en landsby. Hver nat hjemsøges Johannas far af mareridtsagtige dyr. For at beskytte ham mod dyrene, har Johanna og faren aftalt, at hun hver aften ved sengetid skal låse faren inde med metalgitre. På grund af larmen og uroen over dyrene, får Johanna ikke sovet ordentligt, og hun falder meget ofte i søvn oppe i skolen. Johanna begynder langsomt at indse, at det er en uholdbar situation, og da hun bliver venner med Elliot, den nye dreng i klassen, får hun kræfter og selvtillid til at løfte forbandelsen og vinde sin frihed.

## Medvirkende
- Katrin Alfredsdottir, Johanna
- Jens Andersen, Johannas far
- Sami Paludan Møller, Elliot
- Jacob Ulrik Lohmann, Andersen
- Sigrid Kandal Husjord, Pingvin og Panda
- Ann Smith, Pingvin stand-in
- David Munis Zepernick, Elliots far
- Louise Rosing-Schow, Elliots mor